# Sjögrenov sindrom
Sjögrenov sindrom je kronična vnetna avtoimunska bolezen, pri kateri pride do uničenja žlez slinavk in solznih žlez, posledično pa se pojavita kserostomija (suhost ustne votline) in kseroftalmija (suhost veznice in roženice). Pogosto je sočasno prisotna tudi druga avtoimunska bolezen, najpogosteje revmatoidni artritis, kar je sekundarna oblika sindroma; primarna oblika se torej izrazi kot izolirana bolezen, brez drugih pridruženih bolezni.
Sindrom je poimenovan po švedskem oftalmologu Henriku Sjögrenu, ki je bolezen prvi poimenoval.

## Etiologija in patogeneza
Domnevano je, da bolezen povzroča avtoimunska reakcija limfocitov T na določene antigene, ki so izraženi v žlezah slinavkah in solznih žlezah. Gre natančneje za izgubo tolerance pri celicah pomagalkah (CD4+) na lastne antigene, čeprav tarčni antigeni niso znani. Predlagano je bilo tudi, da določeni virusi, ki okužijo omenjene žleze, sprožijo uničujoč imunski odziv preko svojih antigenov. Sicer je izražena tudi sistemska hiperaktivnost limfocitov B. Večina bolnikov ima protitelesa proti ribonukleoproteinskim (RNP) antigenom SS-A (Ro) in SS-B (La); tovrstna protitelesa so prisotna tudi pri bolnikih s sistemskim eritematoznim lupusom (SLE), zato za sindrom diagnostično niso značilna.
Ne glede na povzročitelja so glavna tarča duktalne epitelijske celice omenjenih eksokrinih žlez, pa tudi drugih žlez, npr. v nosnem delu žrela (nazofarinksu), zgornjih dihalih ter v nožnici. Histološka preiskava prizadetega tkiva pokaže intenzivno infiltracijo limfocitov (predvsem celic CD4+) in plazmatk, ki tvorijo limfoidne folikle z germinativnimi centri, izrazita pa je tudi porušena arhitektura celic.
Uničenje solznih žlez povzroči pomanjkanje solz, kar privede do izsušitve veznice očesa, posledično pa do vnetja, erozije in ulceracije. Podobne spremembe nastanejo na sluznici v ustni votlini, poleg tega pa izsušenost ustne votline ustvari idealne pogoje za razmnoževanje bakterij, ki povzročajo karies. V nosni votlini lahko nastanejo ulceracije ter celo predrtje nosnega pretina (septuma). V primeru prizadetih dihalnih poti lahko pride do laringitisa (vnetje grla), bronhitisa ter pljučnice.
Pri 25 % bolnikov (še posebej pri tistih, ki imajo protitelesa anti SS-A) se bolezen izrazi zunajžlezno (ekstraglandularno) v osrednjem živčevju, koži, ledvicah in mišicah.

## Klinični simptomi in znaki
Sjögrenov sindrom se v 90 % pojavi pri ženskah med 35 in 45 letom. Izraziti sta predvsem suhost in pomanjkanje solz z opisanimi posledičnimi spremembami. Zaradi limfocitne infiltracije so žleze slinavke pogosto povečane.
Zunajžlezno se sindrom izrazi kot sinovitis (vnetje sklepov), pljučna fibroza in periferna nevropatija. Poškodbe ledvic se izrazijo kot blagi intersticijski nefritis, glomerulonefritis pa je redek.
Okoli 60 % bolnikov s sindromom ima sočasno tudi drugo avtoimunsko bolezen, kot je revmatoidni artritis (RA), SLE, polimiozitis, sistemska skleroza, vaskulitis ali tiroiditis. Poleg tega je tveganje za nastanek ne-Hodkinovega limfoma povečano za okoli 40 %.

## Diagnostika in zdravljenje
Za merjenje produkcije solz se opravi Schirmerjev test, pri čemer se pod spodnjo veko položi poseben papir, meritev pa se opravlja v času petih minut. Podobno se meri tudi produkcijo sline. Biopsija prizadetih žlez pokaže limfocitno infiltracijo in vnetni odziv. Zaradi sočasne prisotnosti drugih avtoimunskih bolezni se lahko opravi krvne teste za odkrivanje določenih protiteles, kot sta protijedrno protitelo (ANA) in revmatoidni faktor (RF).
Za Sjögrenov sindrom trenutno ne obstaja specifično zdravljenje, pač pa je le-to splošno in simptomatsko (npr. aplikacija umetnih solz za blaženje izsušenosti veznice očesa). Za preprečevanje izsušenosti ustne sluznice je potrebno piti veliko tekočine, poleg tega pa so potrebni pogostejši zobozdravstveni pregledi zaradi pogostejšega kariesa. Hidroksiklorokin ublaži nekatere simptome. V primeru zapletov, kot je vaskulitis, je potrebno dati imunosupresive.